# Las Calles
Las Calles é uma comuna da província de Córdoba, na Argentina.